# Autorité héraldique
Une autorité héraldique, qui tire son nom du héraut, fait référence aux autorités de l'État qui sont ou étaient chargées de s'occuper de toutes les affaires relatives aux armoiries (parfois, mais pas nécessairement, en lien avec les titres de noblesse).

## Allemagne

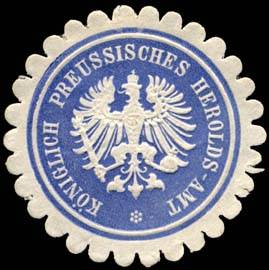
Marque de sceau du bureau du héraut royal prussien

Le bureau royal prussien du héraut est créé pour la première fois en 1706 sous le nom de bureau du grand héraut (de), mais est déjà fermé à nouveau en 1713/1714. Le 14 mars 1855, il est rétabli à Berlin en tant qu'autorité de la noblesse et est dissous le 31 mars 1920. Outre diverses préoccupations de la noblesse, l'héraldique municipale, c'est-à-dire l'attribution des armoiries de la ville, relève également de la compétence du bureau du héraut. En outre, il décide de l'utilisation des armoiries royales. Ses dossiers sont arrivés aux Archives d'État secrètes du patrimoine culturel prussien (de) à Berlin-Dahlem en 1920.
Le bureau du héraut royal bavarois, plus tard le bureau du héraut impérial, est créé en 1808. Le registre de la noblesse bavaroise est conservé depuis 1809 et, après 1918, il est transféré aux Archives principales d'État de Bavière (de) à Munich.
Dans le royaume de Saxe, le "Comité pour les questions de noblesse" est créé au ministère de l'Intérieur en 1902, qui n'est transformé en bureau du héraut qu'en 1918. En 1919, son registre de noblesse avec archives et bibliothèque est transféré à la "Fondation saxonne pour la recherche familiale" à Dresde.
Dans le royaume de Wurtemberg, des registres de la noblesse sont créés en 1818.
Les bureaux historiques des hérauts sont abolis en Allemagne. Les registres d'armoiries sont aujourd'hui poursuivis par les associations héraldiques. Dans les questions de droit aristocratique, la commission de droit aristocratique statue aujourd'hui sur application, ce qui fait que depuis 1919 il ne s'agit plus de droit public mais de droit privé. Cependant, ceci est toujours basé sur les principes de la loi salique, qui est utilisée depuis environ 1 000 ans.

## Autres pays
Dans les pays anglo-saxons en particulier, des registres nationaux d'armoiries (Heraldic Authority) sont conservés. Souvent, ceux-ci sont associés à une société héraldique (Heraldic Society) pour obtenir des conseils scientifiques. Le nom de l'English Herald's Office en tant que "College of Arms" est souvent utilisé comme synonyme de l'autorité respective des armoiries du pays.
- Bureau de l'héraldique pour l'Afrique du Sud[1]
- En Belgique, Conseil héraldique flamand pour la Flandre et Conseil d’héraldique et de vexillologie pour la Communauté française de Belgique (le Conseil de noblesse est compétent pour la noblesse belge)
- Autorité héraldique du Canada, pour le Canada
- En France, la commission nationale d'héraldique est seulement compétente pour conseiller les collectivités locales
- Bureau du héraut en chef de l'Irlande pour l'Irlande[2]
- Commission héraldique de l’État, pour la Lituanie[3]
- Au Royaume-Uni, le College of Arms pour l'Angleterre, le Pays de Galles et l'Irlande du Nord, et les pays du Commonwealth qui ne sont pas dotés de leur propre autorité ; et la Cour du Lord Lyon pour l'Écosse.

## Représentations dans les longs métrages
Dans le film de James Bond Au service secret de Sa Majesté, Bond découvre une correspondance entre le méchant Blofeld et le British College of Arms. Il se fait alors passer pour l'un des treize officiers du collège pour contacter Blofeld.